# Michal Peškovič
Michal Peškovič (ur. 8 lutego 1982 w m. Partizánske) – słowacki piłkarz występujący na pozycji bramkarza.

## Kariera
20 stycznia 2011 roku Peškovič podpisał roczny kontrakt z Ruchem Chorzów, z opcją jego przedłużenia. W sezonie 2011/12 zdobył z „Niebieskimi” wicemistrzostwo Polski i grał w finale Pucharu Polski. Następnie reprezentował barwy Viborga, Podbeskidzia, Neftçi PFK oraz Korony, w najnowszym sezonie będzie natomiast występował w krakowskiej Cracovii.
Wcześniejszymi klubami Peškovičia były FC Nitra, OFK Veľký Lapáš, ViOn Zlaté Moravce, Polonia Bytom oraz Aris FC.

## Sukcesy

### Cracovia
- Puchar Polski: 2019/2020
- Superpuchar Polski: 2020

## Życie prywatne
Michal Peškovič jest przyrodnim bratem Borisa.